# Эдамамэ
Эдама́мэ (яп. 枝豆) — варёные в воде или на пару́ прямо в стручках незрелые соевые бобы, популярная закуска японской кухни к пиву и прочим западным спиртным напиткам. В Японии стручки обычно варят в солёной воде.
За пределами Японии эдамамэ можно встретить в Китае, Индии, Малайзии, Индонезии. В США словом «эдамамэ» называют зелёностручковую сою, которая продаётся в супермаркетах в замороженном виде.

## История и названия

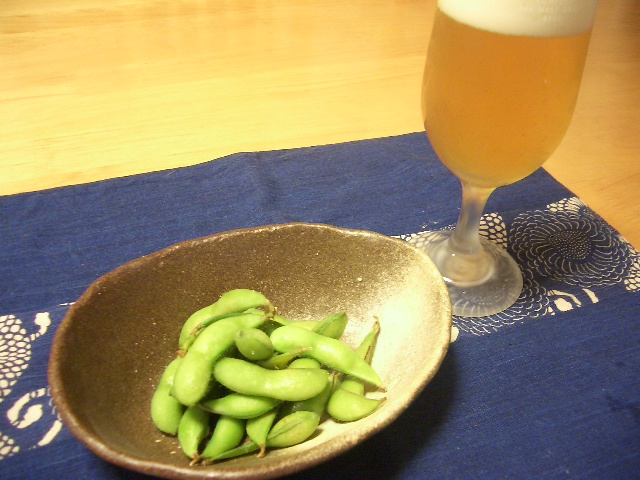
Эдамамэ и японское пиво

Японское название буквально означает «боб на стебельке», эдамамэ обычно продавали ещё прикреплёнными к стеблям.
Самое раннее письменное упоминание слова «эдамамэ» датируется 1275 годом, монах Нитирэн написал жертвователю письмо, в котором поблагодарил за дар эдамамэ, оставленный в храме. Первое упоминание эдамамэ в хайку датируется 1638 годом. В XVIII веке в Эдо (Токио) проводилась специальная ярмарка эдамамэ.
Китайский поэт Лу Ю в сборнике своих произведений 1175 года упоминает «коробочки бобов» (кит. трад. 豆莢, упр. 豆荚, пиньинь dòujiá, палл. доуцзя), однако неизвестно, соответствует ли это слово эдамамэ. В Китае листья сои ели во время голода, в 1406 году вышла энциклопедия «Лекарственные средства на случай беды» (кит. 救荒本草, пиньинь jiùhuāng běncǎo) авторства Чжу Су, в которой указывалось, что в случае голода допустимо поедать также зелёные стручки. В 1620 году впервые использовано китайское название эдамамэ — «волосатый боб» (кит. 毛豆, пиньинь máodòu, палл. маодоу).
В 1855—1856 годах зелёные стручки сои упомянуты по-английски в нескольких американских книгах. В декабре 1890 года крупносемянная разновидность сои «эдамамэ» привезена в США, спустя 25 лет её упоминает отчёт Минсельхоза США.
В японском языке для эдамамэ существует также название «бобы любования луной» (яп. 月見豆 цукимимамэ).
В Оксфордский словарь английского языка слово edamame вошло в 2003 году, в Словарь Уэбстера — в 2008. Первые эдамамэ, выращенные в Европе, появились в Великобритании в 2008 году, вскоре экспериментировать с данной культурой начали и в США.

## Выращивание

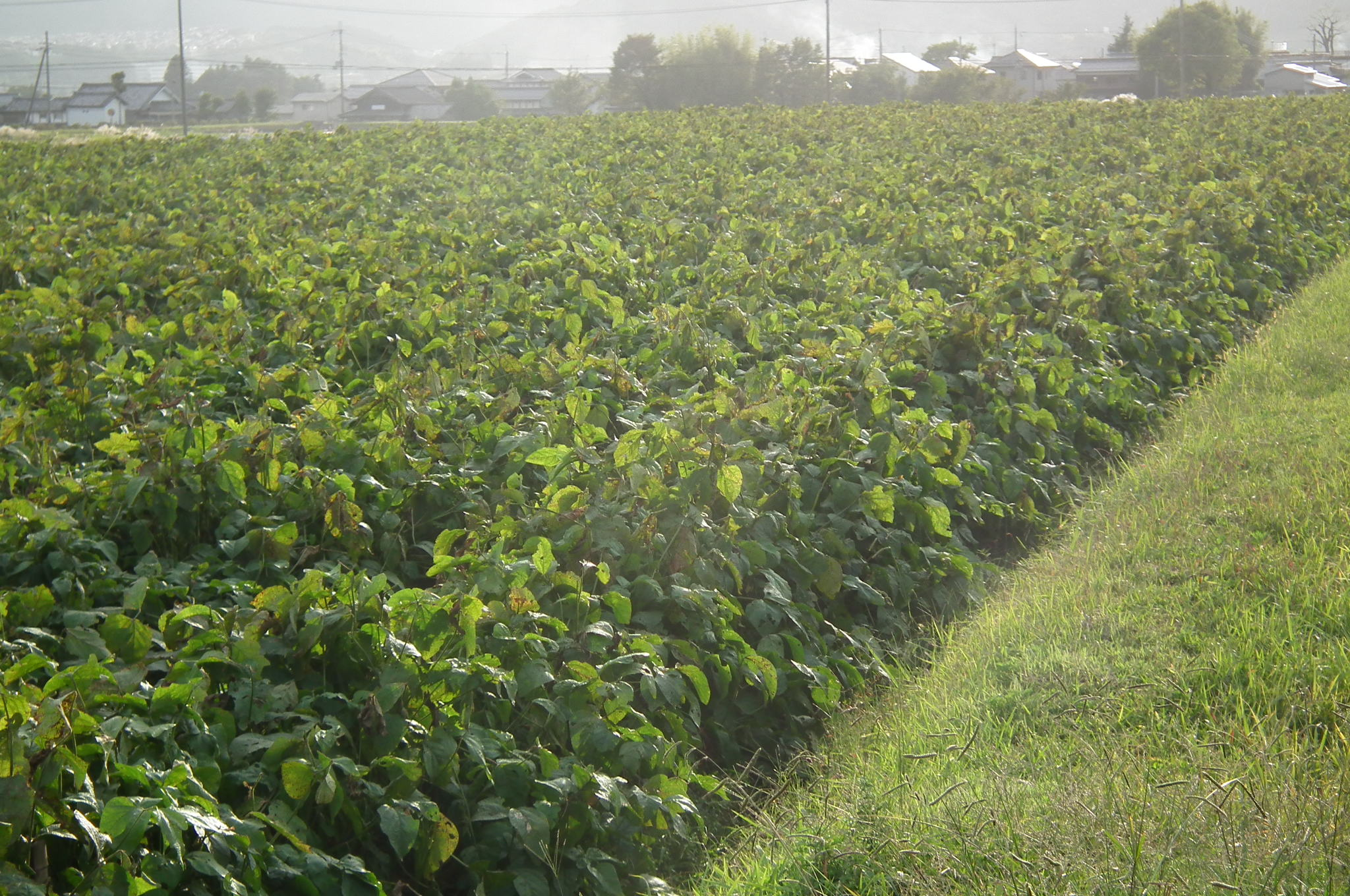
Эдамамэ из Хёго

В 2001 году в Японии под эдамамэ было использовано 124 км² посевных земель. Изначально больше всего эдамамэ выращивали в северной части района Канто, в XXI веке лидерами являются префектуры Сайтама, Тиба, Гумма, Ниигата, Ямагата и Акита.
Эдамамэ обычно собирают руками, чтобы не повредить стебли. Зелёные стручки собирают до полного созревания, через 35—40 дней после начала цветения. В зелёных семенах содержится больше сахарозы, поэтому они более сладкие, другие ответственные за вкус эдамамэ вещества — глутаминовая и аспарагиновая кислоты и аланин.

## Приготовление
Эдамамэ служит сырьём для изготовления пасты дзунда, широко используемой в японской кухне, как сладкая начинка в рисовых пирогах или как солёная приправа.
Стручки эдамамэ варят в горячей воде или на пару́; вода может быть солёной или с добавлением соли и сахара.
В некоторых регионах Японии эдамамэ растирают в пасту с солью и сахаром и покрывают ей данго.
Приготовленные стручки следует съесть свежими, либо заморозить во избежание потери вкуса.

## Питательная ценность
Эдамамэ, как и другие продукты из сои, богаты белками, пищевыми волокнами и такими веществами как фолиевая кислота, марганец, фосфор и витамин K. В 100 граммах эдамамэ содержится 361 мг омега-3-ненасыщенных жирных кислот и 1794 мг омега-6-ненасыщенных жирных кислот.

## Комментарии
1. ↑  В биологической терминологии плод растений семейства бобовых обозначается словом «боб», в бытовом употреблении используется слово «стручок». Семена бобовых в быту именуют «бобами».